# 2004 PT117
2004 PT117, também escrito como 2004 PT117, é um objeto transnetuniano que está localizado no Cinturão de Kuiper, uma região do Sistema Solar. Este corpo celeste é classificado como um cubewano. Ele possui uma magnitude absoluta de 6,7 e tem um diâmetro estimado com 201 km.

## Descoberta
2004 PT117 foi descoberto no dia 14 de agosto de 2004 pelo astrônomo Marc W. Buie.

## Órbita
A órbita de 2004 PT117 tem uma excentricidade de 0,044 e possui um semieixo maior de 42,854 UA. O seu periélio leva o mesmo a uma distância de 40,959 UA em relação ao Sol e seu afélio a 44,749 UA.